# Finale topologie
In de topologie, een tak van de wiskunde, is de finale topologie op een verzameling met betrekking tot een collectie afbeeldingen naar die verzameling, de fijnste topologische structuur die deze afbeeldingen   continu maakt. 

## Finale topologie van een afbeelding
Zij {\displaystyle f:X\to Y} een afbeelding van een topologische ruimte {\displaystyle (X,{\mathcal {T}})} naar een verzameling {\displaystyle Y}. De vraag is welke topologische structuur op {\displaystyle Y} ervoor zorgt dat de afbeelding {\displaystyle f} continu is, wat inhoudt dat het inverse beeld van elke open deelverzameling van {\displaystyle Y} een open verzameling van {\displaystyle X} is.
In het algemeen bestaan er verscheidene dergelijke topologieën, maar slechts een ervan is de grootste of fijnste in de zin dat ze zo veel mogelijk open verzamelingen bevat. De grootste topologie {\displaystyle {\mathcal {F}}} op {\displaystyle Y} waarvoor de afbeelding {\displaystyle f} continu is, is
{\displaystyle {\mathcal {F}}=\{U\subset Y|f^{-1}(U)\in {\mathcal {T}}\}}

### Voorbeelden
Voor de reële getallen {\displaystyle \mathbb {R} } met de gewone topologie induceert de identieke afbeelding {\displaystyle f:\mathbb {R} \to \mathbb {R} :x\mapsto x} als finale topologie weer de gewone topologie op {\displaystyle \mathbb {R} }.
De afbeelding {\displaystyle f:\mathbb {R} \to \mathbb {R} } met {\displaystyle f(x)=x^{2}} induceert een grotere topologie op {\displaystyle \mathbb {R} } voortgebracht door de 'gewone' topologie met daaraan toegevoegd als open verzamelingen alle singletons van de negatieve getallen en alle halfopen intervallen van de vorm {\displaystyle [0,r)} toe te voegen.
De constante afbeelding {\displaystyle f:\mathbb {R} \to \mathbb {R} :x\mapsto 1} induceert de discrete topologie {\displaystyle 2^{\mathbb {R} }}, waarin alle deelverzamelingen van {\displaystyle \mathbb {R} } open zijn.
Zij {\displaystyle (X,{\mathcal {T}})} een topologische ruimte en {\displaystyle {\mathcal {P}}} een partitie van {\displaystyle X}. De finale topologie met betrekking tot de afbeelding {\displaystyle \pi :X\to {\mathcal {P}}} die aan ieder element {\displaystyle x\in X} zijn partitieklasse toevoegt, maakt van {\displaystyle {\mathcal {P}}} een topologische ruimte, die men de quotiënttopologie noemt.

## Finale topologie van een familie afbeeldingen
Voor een familie afbeeldingen {\displaystyle f_{i}}, eventueel overaftelbaar oneindig en vanuit verschillende topologische ruimten {\displaystyle (X_{i},{\mathcal {T}}_{i})} ({\displaystyle i\in I)} is de grootste (fijnste) topologie op de verzameling {\displaystyle Y} waarvoor alle afbeeldingen {\displaystyle f_{i}} continu zijn:
{\displaystyle \{U\subset Y|\forall i\in I,f_{i}^{-1}(U)\in {\mathcal {T}}_{i}\}}

## Initiale topologie
Door de rollen van {\displaystyle X} en {\displaystyle Y} te verwisselen, ontstaat het verwante begrip initiale topologie.